# Deleuša
Deleuša je naseljeno mjesto u općini Bileća, Republika Srpska, Bosna i Hercegovina.

## Stanovništvo

### Popisi 1971. – 1991.
| Deleuša       |              |              |              |
| godina popisa | 1991.        | 1981.        | 1971.        |
| Srbi          | 51 (100,0 %) | 78 (100,0 %) | 92 (100,0 %) |
| ukupno        | 51           | 78           | 92           |

### Popis 2013.
| Deleuša       |              |
| godina popisa | 2013.        |
| Srbi          | 36 (100,0 %) |
| ukupno        | 36           |

## Vanjske poveznice
- Službene mrežne stranice općine Bileća